# Malcolm Ingram

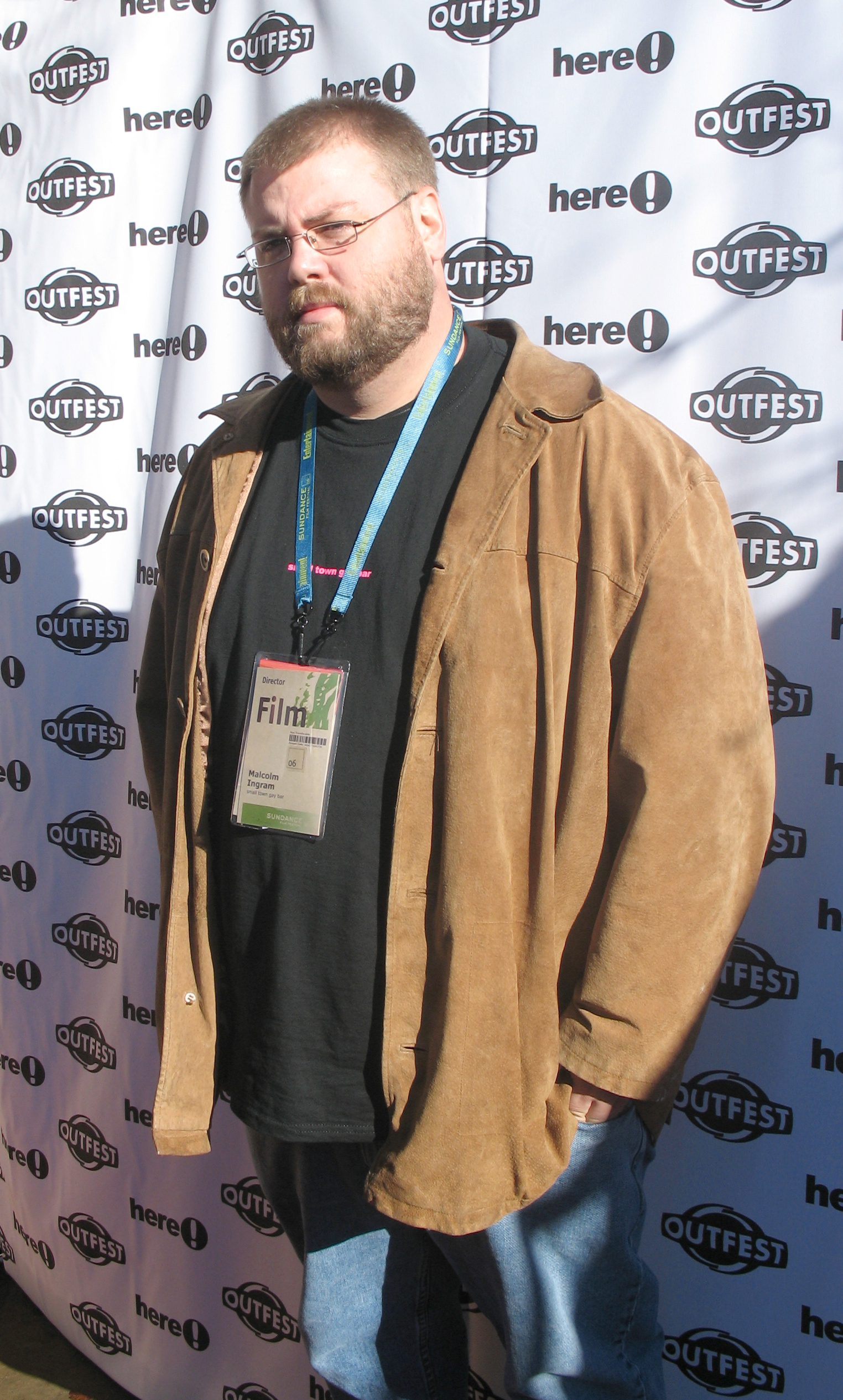
Malcolm Ingram auf dem Sundance Film Festival 2006

Malcolm Ingram (* 1968 in Toronto) ist ein kanadischer Filmregisseur.

## Leben
Ingram wurde 1968 in Toronto geboren. Nach seiner Schulzeit wurde er in der Filmindustrie tätig und drehte mehrere Filme mit geringem Filmbudget. 1996 führte Ingram Regie bei dem Film Drawing Flies, der von Scott Mosier und Kevin Smith produziert wurde. Der Film Tail Lights Fade, bei dem Ingram Filmregisseur war, entstand 1999. 2006 entstand die Filmdokumentation Small Town Gay Bar.

## Filmografie (Auswahl)
- 1996: Drawing Flies
- 1999: Tail Lights Fade
- 2006: Small Town Gay Bar